# Torsten Voss
Torsten Voss (24 de marzo de 1963) es un deportista alemán que compitió en atletismo y bobsleigh.
Participó en los Juegos Olímpicos de Seúl 1988, obteniendo una medalla de plata en atletismo, en la prueba decatlón. Ganó una medalla de oro en el Campeonato Mundial de Atletismo de 1987, en la misma prueba.
Además, disputó los Juegos Olímpicos de Nagano 1998, ocupando el octavo lugar en bobsleigh, en la prueba cuádruple. Consiguió tres medallas en el Campeonato Mundial de Bobsleigh entre los años 1995 y 1997, y seis medallas en el Campeonato Europeo de Bobsleigh entre los años 1996 y 2002.

## Palmarés internacional
| Representando a la RDA |                      |                  |           |
| Juegos Olímpicos       |                      |                  |           |
| Año                    | Lugar                | Medalla          | Prueba    |
| 1988                   | Seúl (Corea del Sur) | Medalla de plata | Decatlón  |
| Campeonato Mundial     |                      |                  |           |
| Año                    | Lugar                | Medalla          | Categoría |
| 1987                   | Roma (Italia)        | Medalla de oro   | Decatlón  |

| Representando a Alemania |                            |                   |           |
| Campeonato Mundial       |                            |                   |           |
| Año                      | Lugar                      | Medalla           | Prueba    |
| 1995                     | Winterberg (Alemania)      | Medalla de bronce | Cuádruple |
| 1996                     | Calgary (Canadá)           | Medalla de bronce | Cuádruple |
| 1997                     | Sankt Moritz (Suiza)       | Medalla de plata  | Cuádruple |
| Campeonato Europeo       |                            |                   |           |
| Año                      | Lugar                      | Medalla           | Prueba    |
| 1996                     | Sankt Moritz (Suiza)       | Medalla de plata  | Cuádruple |
| 1997                     | Königssee (Alemania)       | Medalla de bronce | Cuádruple |
| 1998                     | Igls (Austria)             | Medalla de oro    | Cuádruple |
| 1999                     | Winterberg (Alemania)      | Medalla de bronce | Cuádruple |
| 2001                     | Königssee (Alemania)       | Medalla de oro    | Cuádruple |
| 2002                     | Cortina d'Ampezzo (Italia) | Medalla de bronce | Cuádruple |